# خاصية الرنين الكهربائية
قام فريق من معهد ماساتشوستس للتقنية MIT بتطوير طريقة فعالة وآمنة لنقل الكهرباء لاسلكيا إلى أجهزة البيت، حيث تعتمد هذه الطريقة على خاصية كهربائية تسمى ”الرنين“ وفيها تُسْتَخْدَمُ قطعة باعثة والأخرى مستقبلة لهما نفس تردد الرنين. مما يسمح بنقل الكهرباء بينهما، مع إمكانية السير بينهما دون أن ينقطع التيار أو يحدث صعق كهربائي، مما سينفع مثلا في شحن الهاتف المحمول بمجرد الدخول إلى المنزل.

## مميزات خاصية الرنين
التخلص من الأسلاك الكهربائية نهائيا.